# بحيرة ترولفاتينت
بحيرة ترولفاتينت هي بحيرة تقع في بلدية سورفولد في مقاطعة نورلان في النرويج. وتقع البحيرة والتي تبلغ مساحتها 3.88 كيلومتر مربع (1.50 ميل مربع) شمال شرق ساغفجوردن، وعلى بعد حوالي 20 كيلومترا (12 ميل) إلى الغرب من قرية مورسفيكبوتن.